# 占冠村
占冠村（しむかっぷむら）は、北海道勇払郡にある村。

## 概要
「自然体感占冠」をキャッチフレーズとしており、占冠村を含む6市町村で「富良野・美瑛観光圏」を形成している。

## 村名の由来
アイヌ語に由来し、アイヌ語研究者の山田秀三は「本流の・鵡川（muk-ap）」すなわち「鵡川の源流」を表す「シムカㇷ゚（si-mukap）」によるのではないか、としている。ただし「鵡川」の語源については諸説ある（詳細は鵡川を参照）。
なお、占冠村公式ホームページでは「とても静かで平和な上流の場所」を表す「シモカㇷ゚（shimokap）」を由来としており、「シュムカプ」（ヤチダモが多い川岸）としている説もあるが、山田は上記2説について「アイヌ語地名の形としてはどうも考えられない」としている。

## 地理
北海道のほぼ中央部、鵡川の最上流部に位置し、鵡川流域の他町とともに旧胆振国の勇払郡に属しているが、大正期には北の南富良野村（現：南富良野町）と組合役場を設置するなど上川管内との結びつきが強く、現在でも上川総合振興局管内の最南端となっている。四方を山に囲まれており、村面積の94%は山林になっている。村境はほとんどが分水嶺になっている。
- 山：狩振岳（1,323 m）、トマム（苫鵡）山（1,239 m） 、国境山（982 m）、社満射岳（1,063 m）、老根別山（911 m）、三角山（851 m）
- 河川：鵡川、双珠別川、ホロカトマム川
- 渓谷：赤岩青巌峡[9]
- ダム：双珠別ダム

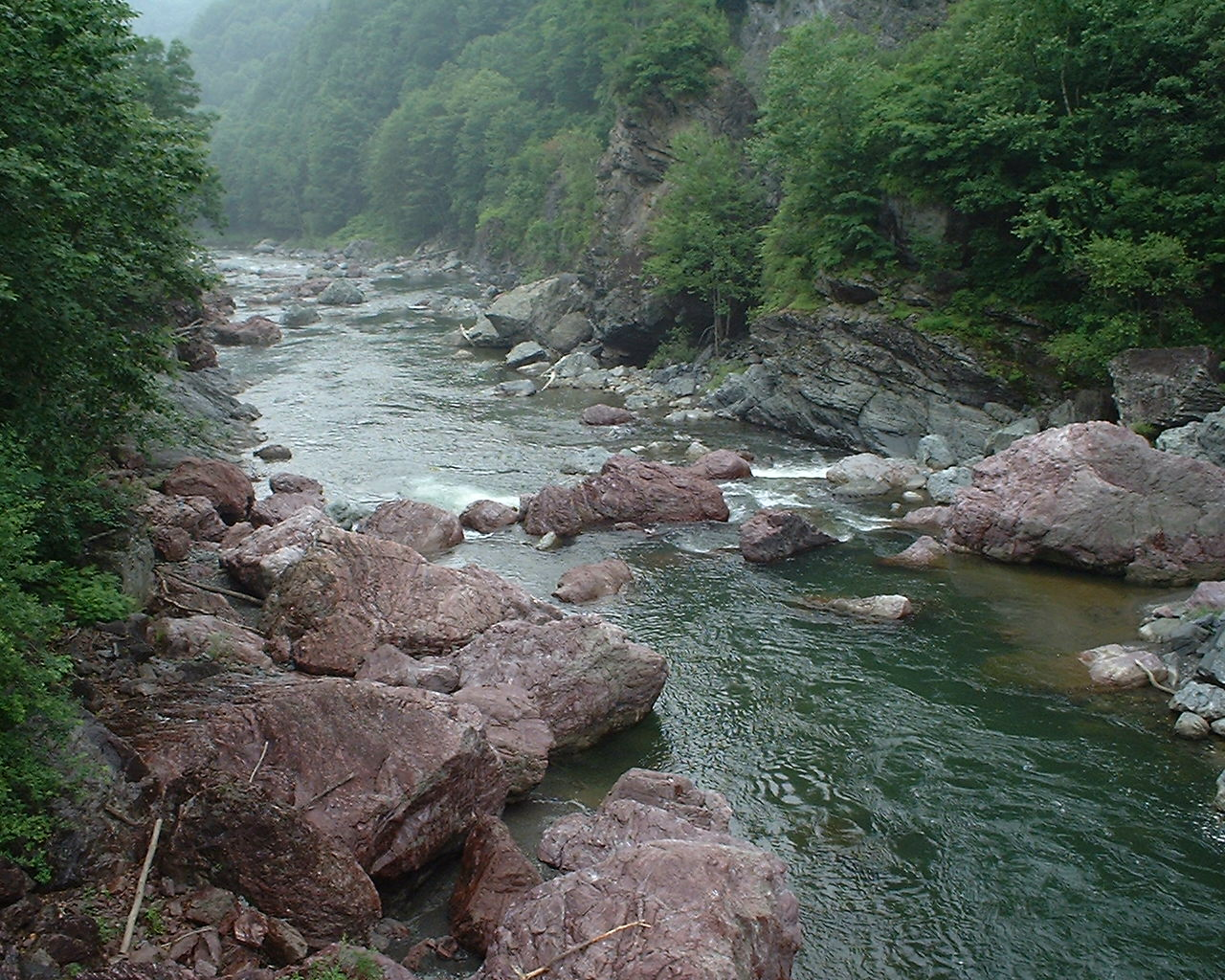
鵡川 赤岩青巌峡（2000年7月）

### 人口
占冠村の人口は20世紀以降、複数回に渡って激しく増減している。
1902年に最初の入植者が村に定住して以降、20年ほどで総人口は3,000人程度まで増加するも、大正から昭和初期にかけて一時減少に転じる。その後再び人口増となり、1960年代には史上最大の約4700人に達する。
しかし1960年代後半に入ると、高度経済成長の終焉とともに著しい過疎化が進行。小学校によっては運動会の開催もままならない状態となった。そのため村はバブル景気以前の段階からリゾート開発の誘致に奔走し、1983年にアルファリゾート・トマムの開業にこぎつけた。なお、総合保養地域整備法（通称「リゾート法」）の制定は1987年である。この開業により、1980 - 1990年の10年間の人口増加率はプラス70%に達した。

その後、バブル崩壊による運営事業者の経営破綻等により、再び著しく減少。1990 - 2010年の20年間の人口減少率は-49%、特に2005年から2010年までの5年間の減少率は-23.4%で、全国ワースト3位を記録した。
2015年以降は明治、昭和前期、昭和末期に続く、4度目の人口増加局面に入っている。2015 - 2017年の3年間では+19.05%の増加となり、2位の沖縄県八重山郡与那国町(+14.16%)や3位の東京都中央区(13.57%)を上回り人口増加率1位となった。2021年には前年比-18.48%と、一転し減少率全国ワーストになってしまったが、2023年には前年比+13.43%の増加となり、2位の北海道倶知安町(+5.73%)や3位の名古屋市中区(+3.55%)を上回り、人口増加率1位に返り咲いた。
2023年時点で村の人口は約1,400人だが、2019年以前には年間約48万人の観光客（うち8割が訪日外国人）が雲海に代表される自然環境などを求めて訪れた。
| |                                        |  |
| 占冠村と全国の年齢別人口分布（2005年） | 占冠村の年齢・男女別人口分布（2005年） |  |
| ■紫色 ― 占冠村 ■緑色 ― 日本全国 | ■青色 ― 男性 ■赤色 ― 女性              |  |
| 占冠村（に相当する地域）の人口の推移 \| 1970年（昭和45年） \| 2,848人 \| \| \| 1975年（昭和50年） \| 1,804人 \| \| \| 1980年（昭和55年） \| 1,601人 \| \| \| 1985年（昭和60年） \| 2,097人 \| \| \| 1990年（平成2年） \| 2,721人 \| \| \| 1995年（平成7年） \| 2,104人 \| \| \| 2000年（平成12年） \| 1,873人 \| \| \| 2005年（平成17年） \| 1,819人 \| \| \| 2010年（平成22年） \| 1,393人 \| \| \| 2015年（平成27年） \| 1,211人 \| \| \| 2020年（令和2年） \| 1,306人 \| \| |                                        |  |
| 総務省統計局 国勢調査より |                                        |  |
| 1970年（昭和45年） | 2,848人                                |  |
| 1975年（昭和50年） | 1,804人                                |  |
| 1980年（昭和55年） | 1,601人                                |  |
| 1985年（昭和60年） | 2,097人                                |  |
| 1990年（平成2年） | 2,721人                                |  |
| 1995年（平成7年） | 2,104人                                |  |
| 2000年（平成12年） | 1,873人                                |  |
| 2005年（平成17年） | 1,819人                                |  |
| 2010年（平成22年） | 1,393人                                |  |
| 2015年（平成27年） | 1,211人                                |  |
| 2020年（令和2年） | 1,306人                                |  |

## 気候
ケッペンの気候区分によると、占冠村は湿潤大陸性気候に属する。寒暖の差が大きく気温の年較差、日較差が大きい顕著な大陸性気候である。降雪量が多く、周辺の自治体と同様に特別豪雪地帯に指定されている。
近年でも-30℃を下回る気温が観測されることが珍しくなく、2020年2月9日に-31.1℃、2023年1月30日に-31.9℃を観測している。
| 占冠（1991年 - 2020年）の気候      | 占冠（1991年 - 2020年）の気候 | 占冠（1991年 - 2020年）の気候 | 占冠（1991年 - 2020年）の気候 | 占冠（1991年 - 2020年）の気候 | 占冠（1991年 - 2020年）の気候 | 占冠（1991年 - 2020年）の気候 | 占冠（1991年 - 2020年）の気候 | 占冠（1991年 - 2020年）の気候 | 占冠（1991年 - 2020年）の気候 | 占冠（1991年 - 2020年）の気候 | 占冠（1991年 - 2020年）の気候 | 占冠（1991年 - 2020年）の気候 | 占冠（1991年 - 2020年）の気候 |
| 月                                 | 1月                           | 2月                           | 3月                           | 4月                           | 5月                           | 6月                           | 7月                           | 8月                           | 9月                           | 10月                          | 11月                          | 12月                          | 年                            |
| ---------------------------------- | ----------------------------- | ----------------------------- | ----------------------------- | ----------------------------- | ----------------------------- | ----------------------------- | ----------------------------- | ----------------------------- | ----------------------------- | ----------------------------- | ----------------------------- | ----------------------------- | ----------------------------- |
| 最高気温記録 °C （°F）             | 6.6 (43.9)                    | 12.4 (54.3)                   | 15.8 (60.4)                   | 25.1 (77.2)                   | 31.7 (89.1)                   | 33.6 (92.5)                   | 34.6 (94.3)                   | 34.2 (93.6)                   | 30.9 (87.6)                   | 25.2 (77.4)                   | 17.9 (64.2)                   | 12.8 (55)                     | 34.6 (94.3)                   |
| 平均最高気温 °C （°F）             | −3.4 (25.9)                   | −2.3 (27.9)                   | 2.0 (35.6)                    | 9.2 (48.6)                    | 16.7 (62.1)                   | 21.0 (69.8)                   | 24.3 (75.7)                   | 24.7 (76.5)                   | 20.6 (69.1)                   | 13.8 (56.8)                   | 5.7 (42.3)                    | −1.3 (29.7)                   | 10.9 (51.6)                   |
| 日平均気温 °C （°F）               | −9.8 (14.4)                   | −8.9 (16)                     | −3.7 (25.3)                   | 3.0 (37.4)                    | 9.9 (49.8)                    | 14.8 (58.6)                   | 18.9 (66)                     | 19.3 (66.7)                   | 14.6 (58.3)                   | 7.5 (45.5)                    | 0.7 (33.3)                    | −6.4 (20.5)                   | 5.0 (41)                      |
| 平均最低気温 °C （°F）             | −18.0 (−0.4)                  | −17.7 (0.1)                   | −11.0 (12.2)                  | −3.0 (26.6)                   | 3.2 (37.8)                    | 9.3 (48.7)                    | 14.5 (58.1)                   | 15.0 (59)                     | 9.8 (49.6)                    | 2.2 (36)                      | −4.0 (24.8)                   | −12.4 (9.7)                   | −1.0 (30.2)                   |
| 最低気温記録 °C （°F）             | −35.8 (−32.4)                 | −35.4 (−31.7)                 | −32.1 (−25.8)                 | −21.1 (−6)                    | −5.6 (21.9)                   | −1.5 (29.3)                   | 4.1 (39.4)                    | 3.8 (38.8)                    | −0.3 (31.5)                   | −8.4 (16.9)                   | −20.3 (−4.5)                  | −29.3 (−20.7)                 | −35.8 (−32.4)                 |
| 降水量 mm （inch）                 | 46.6 (1.835)                  | 43.7 (1.72)                   | 65.6 (2.583)                  | 85.9 (3.382)                  | 104.4 (4.11)                  | 77.7 (3.059)                  | 143.5 (5.65)                  | 216.4 (8.52)                  | 167.3 (6.587)                 | 137.2 (5.402)                 | 117.0 (4.606)                 | 77.2 (3.039)                  | 1,291.4 (50.843)              |
| 降雪量 cm （inch）                 | 167 (65.7)                    | 141 (55.5)                    | 127 (50)                      | 39 (15.4)                     | 0 (0)                         | 0 (0)                         | 0 (0)                         | 0 (0)                         | 0 (0)                         | 2 (0.8)                       | 54 (21.3)                     | 165 (65)                      | 705 (277.6)                   |
| 平均降水日数 （≥1.0 mm）           | 13.3                          | 12.9                          | 14.1                          | 14.1                          | 12.4                          | 9.3                           | 11.5                          | 12.4                          | 12.7                          | 13.7                          | 16.0                          | 15.7                          | 159.2                         |
| 平均月間日照時間                   | 83.5                          | 86.8                          | 119.1                         | 150.7                         | 178.7                         | 161.0                         | 136.5                         | 137.4                         | 134.4                         | 124.7                         | 74.8                          | 63.4                          | 1,451.1                       |
| 出典1：Japan Meteorological Agency |                               |                               |                               |                               |                               |                               |                               |                               |                               |                               |                               |                               |                               |
| 出典2：気象庁                      |                               |                               |                               |                               |                               |                               |                               |                               |                               |                               |                               |                               |                               |

## 歴史
占冠村は、1902年（明治35年）5月に佐藤農場支配人の日蔭長松が小作人7戸を連れて入地したことに始まる。
- 1905年（明治38年）：辺富内（へとない）村（現在のむかわ町の一部）から分村。
- 1906年（明治39年）：室蘭支庁（後の胆振支庁）から上川支庁へ移管[13]。
- 1919年（大正08年）：二級町村制施行。南富良野村、占冠村組合役場設置[14]。
- 1932年（昭和07年）：南富良野村、占冠村組合役場から占冠村として独立[14]。
- 1952年（昭和27年）：北海道開発局が鵡川・赤岩青巌峡一番淵付近に多目的ダム計画発表（赤岩ダム計画）。ニニウ・トマム（苫鵡）以外はすべて水没対象となるため、村全体で反対運動が起こる。
- 1961年（昭和36年）：北海道開発局が赤岩ダム計画の白紙撤回発表。
- 1965年（昭和40年）：占冠村全域が「山村振興法」指定。
- 1971年（昭和46年）：国道237号金山トンネル完成[15]。
- 1981年（昭和56年）：国鉄石勝線開業。
- 1983年（昭和58年）：「アルファリゾート・トマム」開業[16]。
- 1989年（平成元年） ：「総合保養地域整備法」（リゾート法）による重点整備地区に指定（北海道内初）。
- 1991年（平成3年）：アメリカ合衆国コロラド州アスペンと姉妹都市提携[17]。国道274号（石狩樹海ロード）開通[18]。
- 1992年（平成4年）：アルファリゾート・トマム発展による繁忙期の水不足から、トマムダムの建設が計画されたが、客足の衰退により中止。
- 1998年（平成10年）：アルファ・コーポレーションが自己破産。施設は占冠村が買収して加森観光に無償貸与。
- 2000年（平成12年）：「道の駅」登録（道の駅自然体感しむかっぷオープン）[19]。
- 2001年（平成13年）：富良野沿線6農協が合併し、ふらの農業協同組合（JAふらの）発足。
- 2003年（平成15年）：関兵精麦が民事再生法申請。
- 2004年（平成16年）：星野リゾートが関兵精麦所有分の施設を買収して運営開始。
- 2005年（平成17年）：加森観光が占冠村所有部分の運営受託契約を解消、星野リゾートによる全面的な運営開始[16]。
- 2007年（平成19年）：道東自動車道トマムIC - 十勝清水IC間開通[20]。
- 2008年（平成20年）：富良野圏域5市町村による「富良野広域連合」設立（2009年業務開始）。
- 2009年（平成21年）：トマムにて第5回『日本・太平洋諸島フォーラム首脳会議』（太平洋・島サミット）開催[21][22]。占冠IC—トマムIC間開通[23]。
- 2011年（平成23年）
  - 村内で「石勝線特急列車脱線火災事故」発生。
  - アルファリゾート・トマムが「星野リゾート トマム」と名称変更[16]。
  - 夕張IC - 占冠IC間開通[24]。
- 2014年（平成26年）：エゾシカ猟の猟区（占冠村猟区）設定[25]。

## 姉妹都市
- アスペン （コロラド州）
  - 1991年（平成3年）8月29日提携[17]

## 行政

### 歴代村長
| 名前       | 就任年月日       |
| ---------- | ---------------- |
| 久保正信   | 昭和7年4月1日    |
| 森岡幸作   | 昭和9年9月29日   |
| 峰廻英男   | 昭和11年11月10日 |
| 森一       | 昭和14年4月22日  |
| 石川留治   | 昭和17年7月18日  |
| 斎藤秀翁   | 昭和20年4月20日  |
| 中田菊太郎 | 昭和22年4月5日   |
| 吉田益雄   | 昭和26年4月25日  |
| 小瀧猛     | 昭和30年5月1日   |
| 小川一男   | 昭和42年5月1日   |
| 觀音信則   | 昭和52年4月17日  |
| 原淳二     | 平成9年4月17日   |
| 小林豊     | 平成16年7月25日  |
| 中村博     | 平成21年9月6日   |
| 田中正治   | 平成29年9月6日   |

## 村議会
- 議員定数8人
- 議会
  - 定例会（3月・6月・9月・12月）
  - 臨時会
- 委員会
  - 常任委員会
  - 特別委員会
  - 議会運営委員会

## 公共施設
- 占冠村総合センター
- 占冠村コミュニティプラザ
- トマムコミュニティセンター（占冠村役場トマム支所内）
- 双民館

## 官公署
- 農林水産省
  - 林野庁北海道森林管理局上川南部森林管理署
    - 占冠森林事務所・双珠別森林事務所

## 公共機関
警察
- 富良野警察署占冠駐在所

消防
- 富良野広域連合
  - 富良野消防署占冠支署

## 教育機関
中学校
- 占冠村立占冠中学校

小学校
- 占冠村立占冠中央小学校

義務教育学校
- 占冠村立トマム学校[27]

保育所
- 占冠へき地保育所
- トマムへき地保育所

## 経済・産業
基幹産業は農業、林業。農業はジャガイモ、カボチャ、トウモロコシ、小豆、気温の寒暖差を活かしてメロン、スイカ、てん菜、ハウス栽培を中心としたホウレンソウなどを収穫している。酪農では北海道内で最も歴史ある産地のひとつになっており、肥育素牛として出荷している。観光はトマム地区を中心としたリゾートや鵡川周辺の自然を利用したアウトドア体験がある。
立地企業
- 星野リゾート トマム
  - クラブメッド北海道トマム

組合
- ふらの農業協同組合（JAふらの）占冠出張所
- 占冠村木質バイオマス生産組合

金融機関
- 旭川信用金庫富良野支店占冠出張所

宅配便
- ヤマト運輸道北主管支店富良野南センター（所在地は富良野市）
- 佐川急便富良野営業所（所在地は富良野市）

## 郵便
郵便局

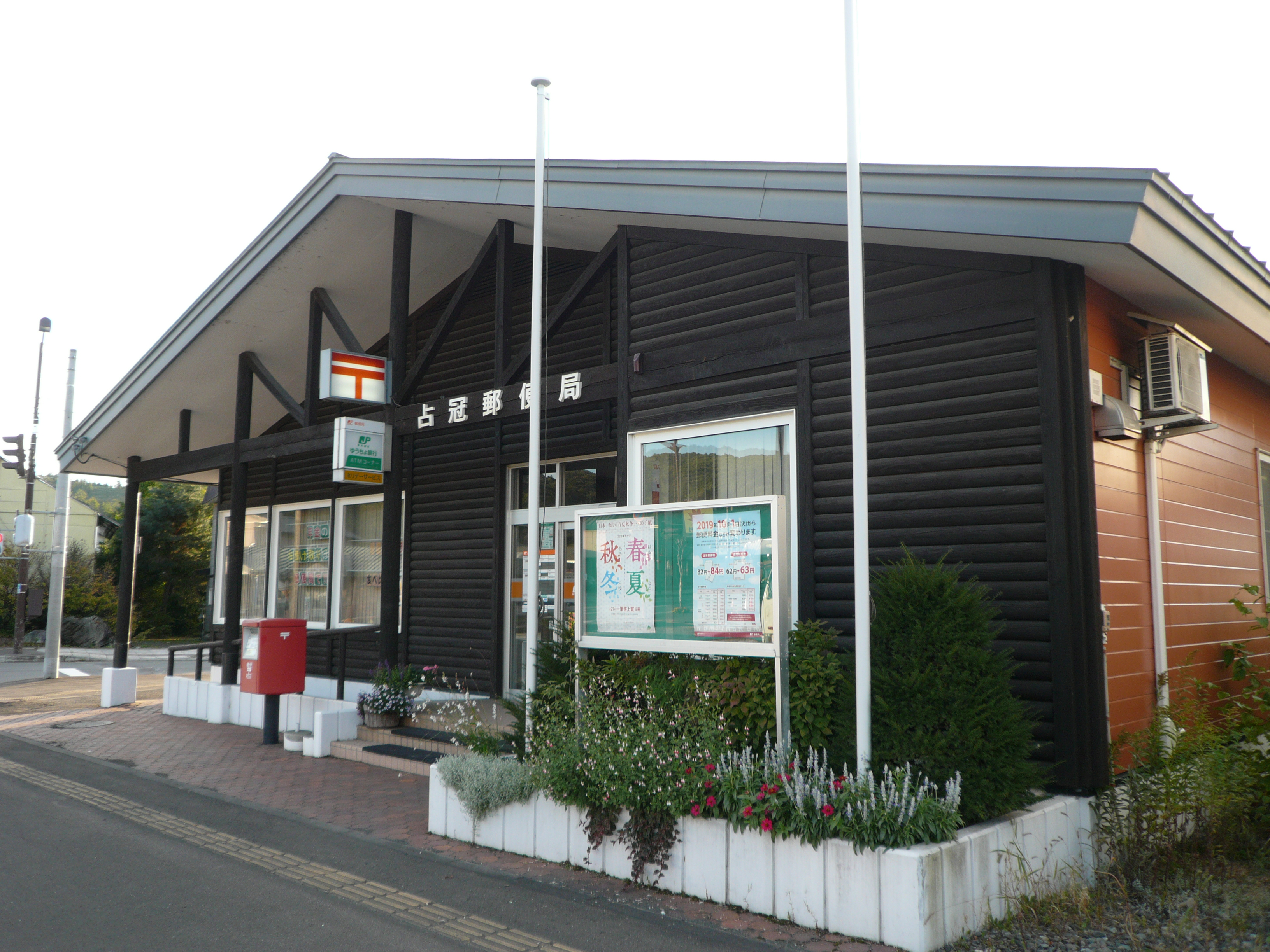
占冠郵便局（集配局）

簡易郵便局
- 胆振苫鵡簡易郵便局

- 占冠郵便局

## 交通

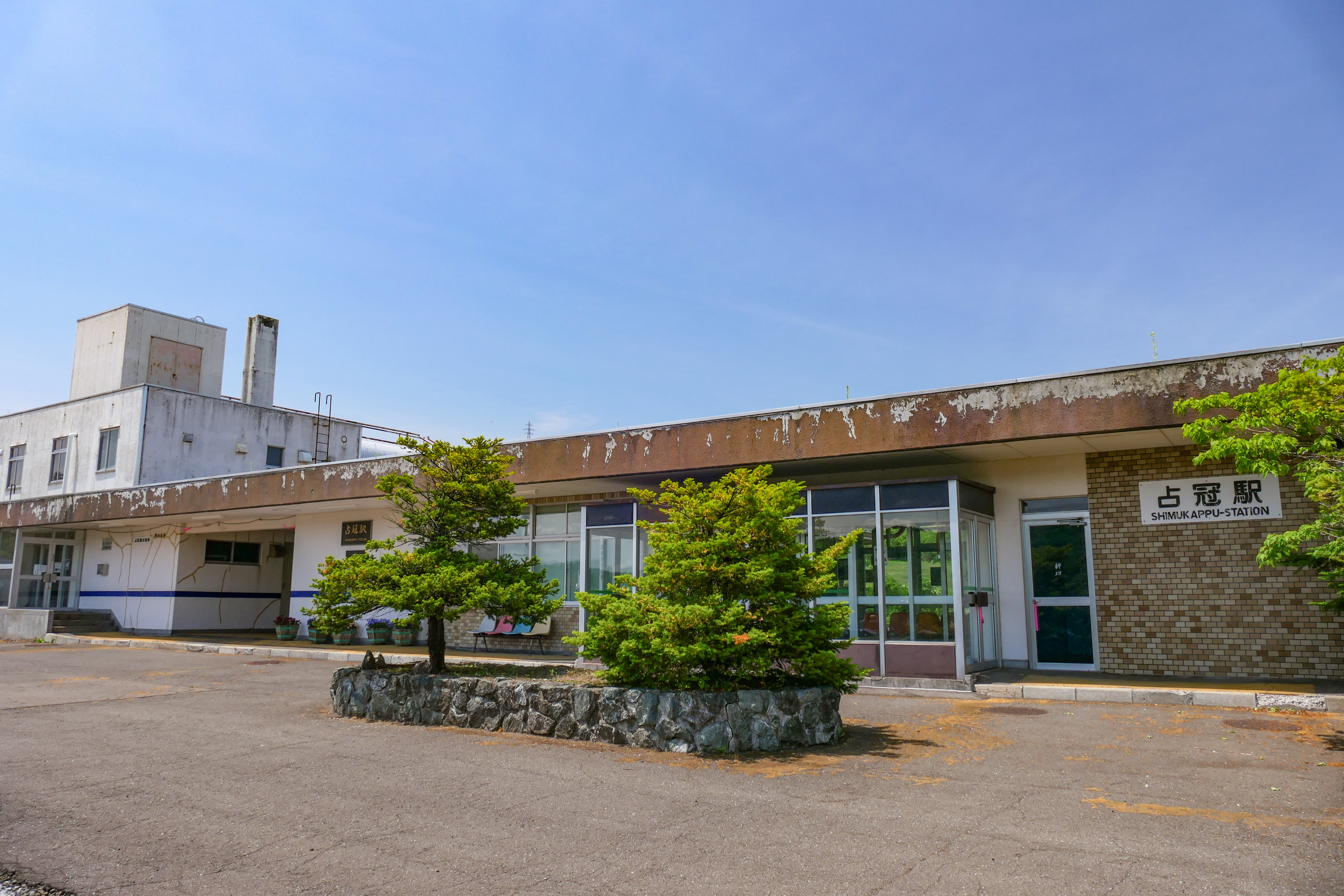
占冠駅（2022年6月）

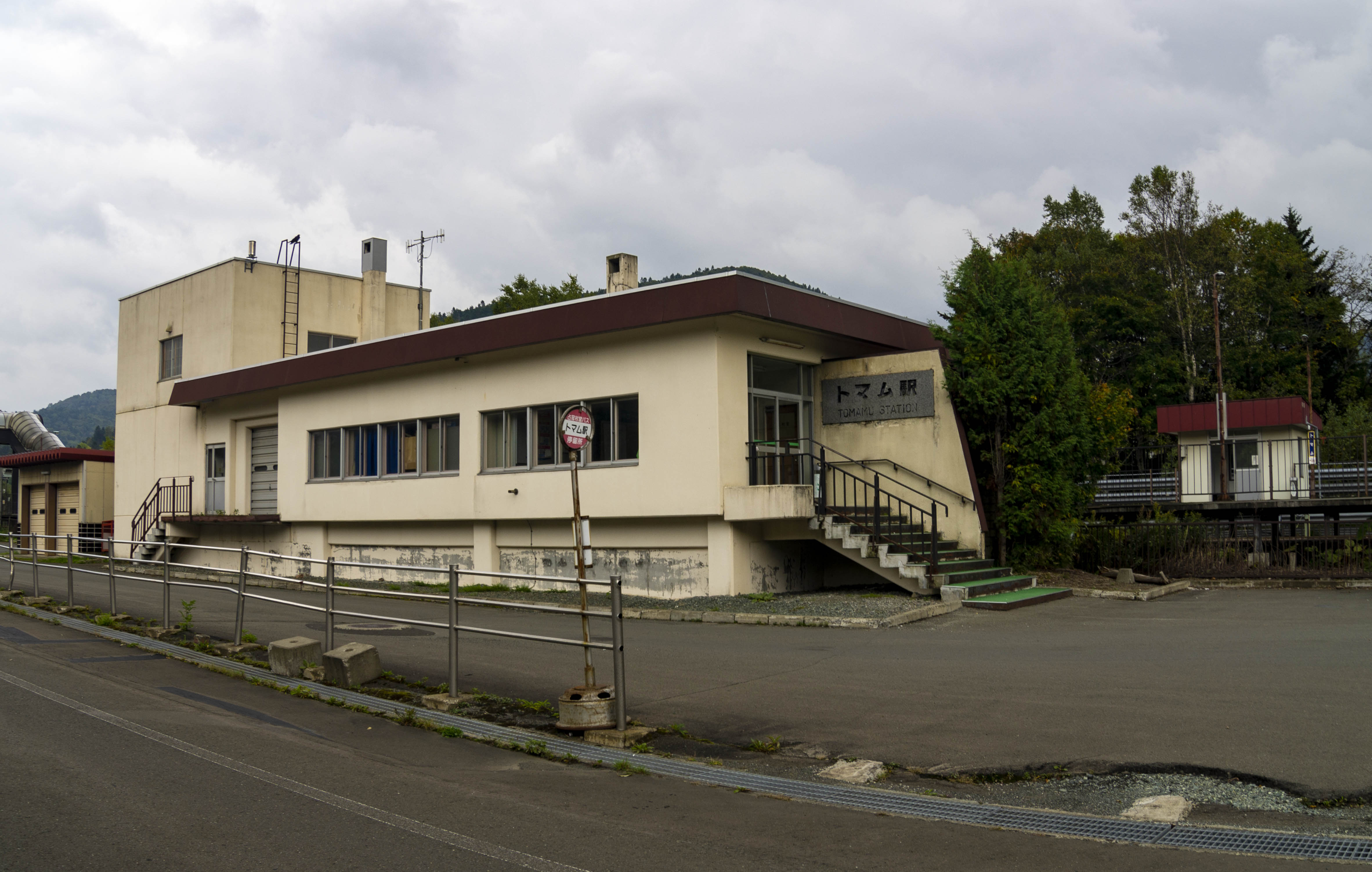
トマム駅（2020年4月）

### 鉄道
北海道旅客鉄道（JR北海道）
- 石勝線：占冠駅 - トマム駅

### バス
占冠村営バス
- 富良野線：上双珠別 - 営林署 - 役場前 - 占冠駅 - 原商店 - 金山駅 - 山部・富良野高校・富良野駅・協会病院
- トマム線：営林署 - 役場前 - 占冠駅 - トマム駅 - 上トマム - 落合駅 - 南富良野高校 - 幾寅駅
  - 2020年（令和2年）7月6日より富良野線の一部便でヤマト運輸との提携で貨客混載を行う。同年4月16日実施予定が遅れていた[29][30]。2021年（令和3年）4月より休止[31]。

日高町営バス
- 占冠駅より日高町日高方面

### 道路
村内を通る幹線道路は、シーニックバイウェイの「大雪・富良野ルート」になっている。
- 高速道路
  - 道東自動車道（北海道横断自動車道）：占冠IC - 占冠PA - トマムIC
- 一般国道
  - 国道237号
    - 金山峠・日高峠

  - 国道274号
- 都道府県道
  - 北海道道136号夕張新得線
  - 北海道道610号占冠穂別線
  - 北海道道1030号石勝高原幾寅線
    - 幾寅峠

  - 北海道道1170号トマムインター線
  - 北海道道1172号占冠インター線
- 道の駅
  - 自然体感しむかっぷ

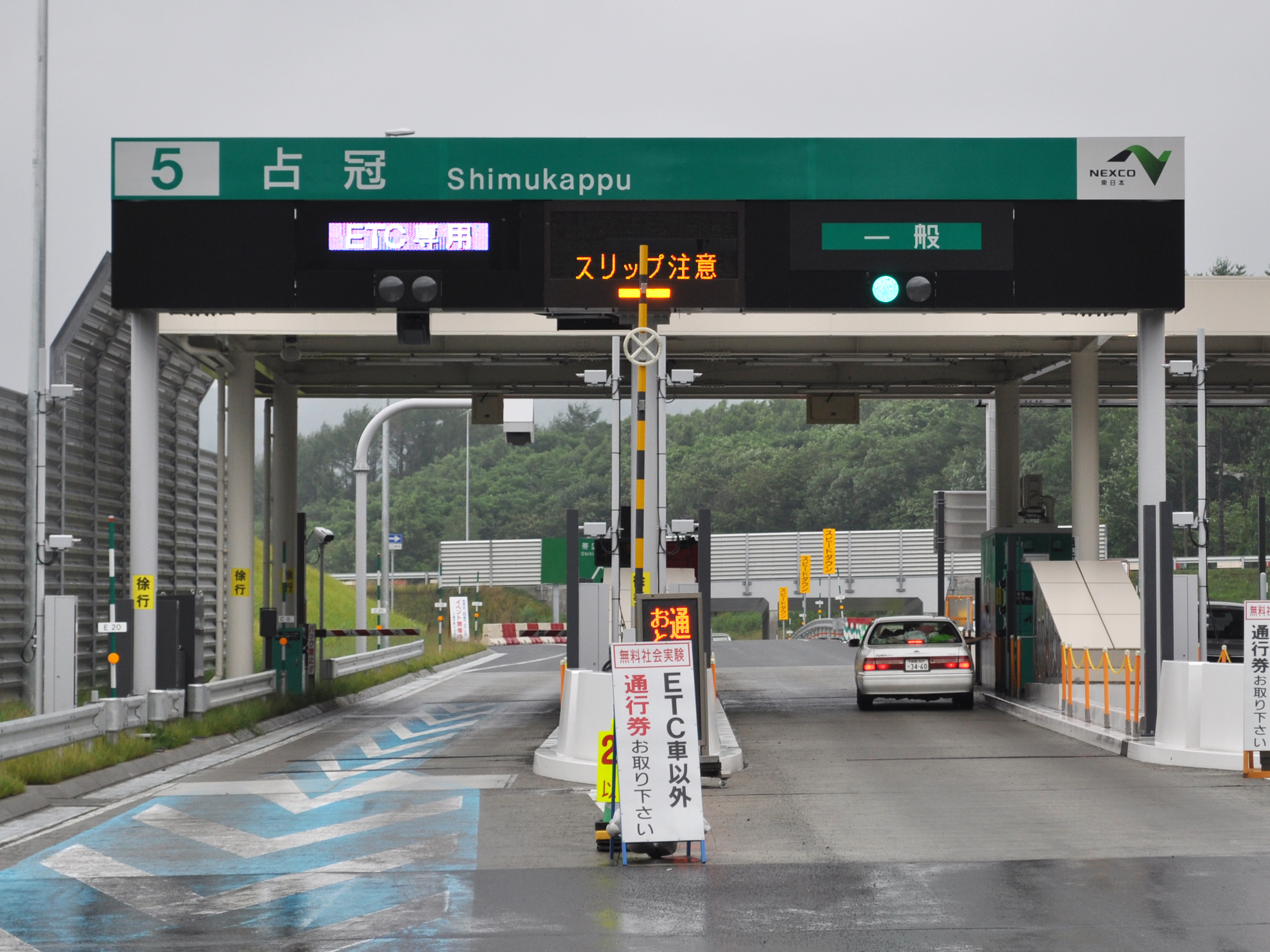
占冠IC（2010年8月）
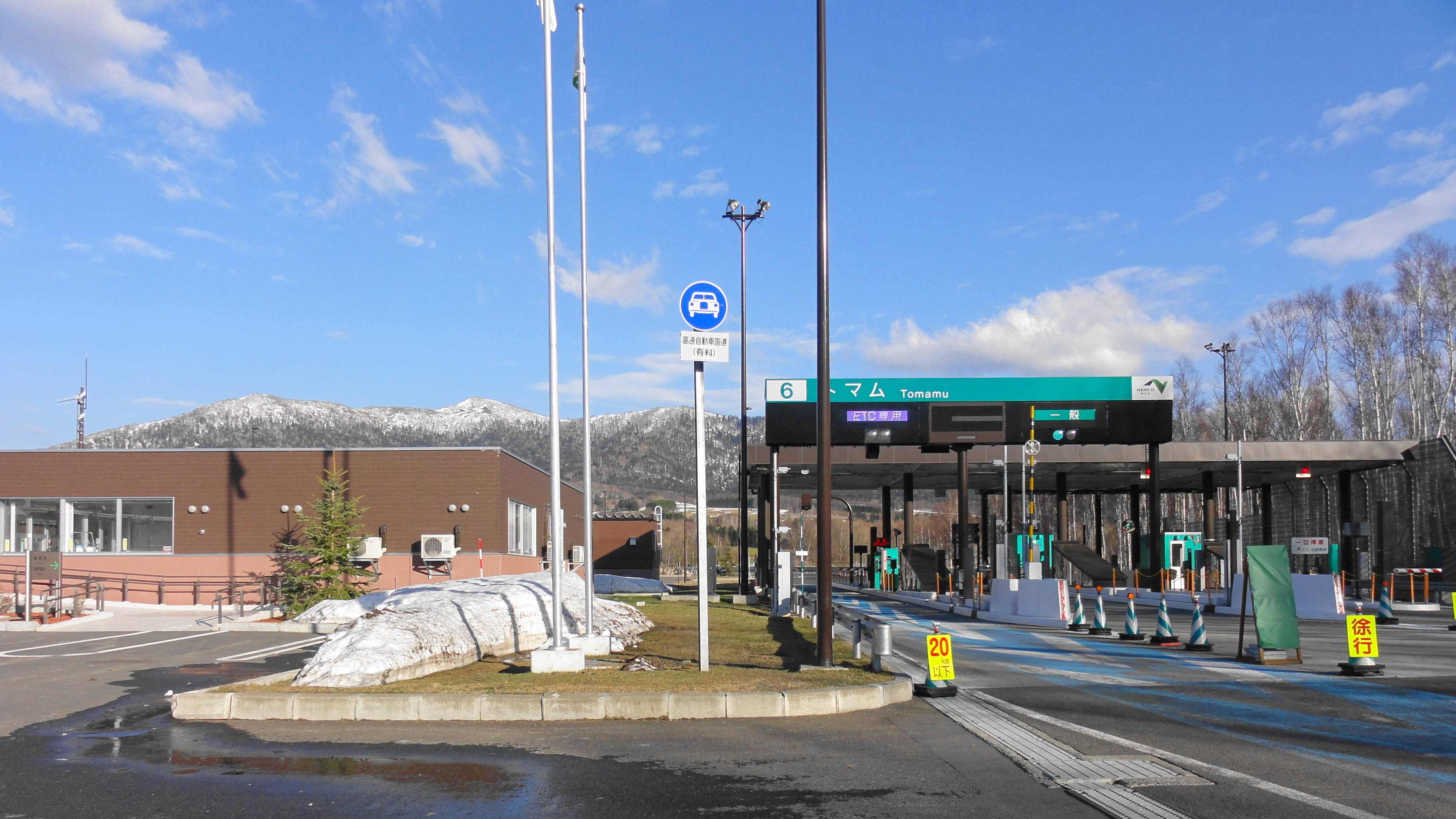
トマムIC（2012年4月）
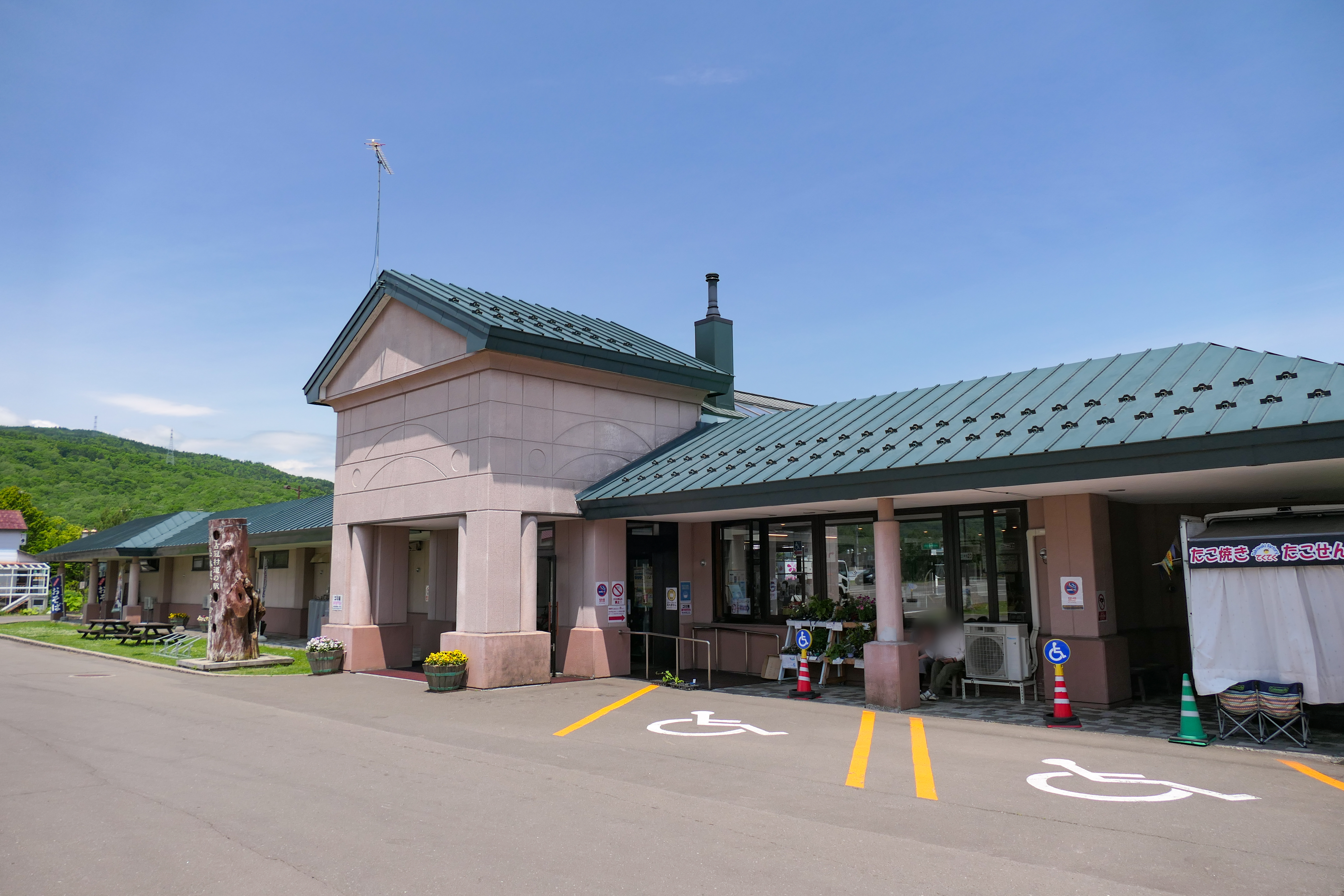
道の駅自然体感しむかっぷ（2022年6月）

### ヘリポート
- 占冠ヘリポート(2017年に閉鎖)

## 観光・レジャー
鵡川ではラフティングや釣りなどを楽しむことができる。
- 赤岩青巌峡（あかいわせいがんきょう）
- 国設占冠中央スキー場
- 道の駅自然体感しむかっぷ
- 占冠村物産館
- 湯の沢温泉[34]
- ホロカトマム山林[35]
- 星野リゾート トマム
- イトウアイリスガーデン

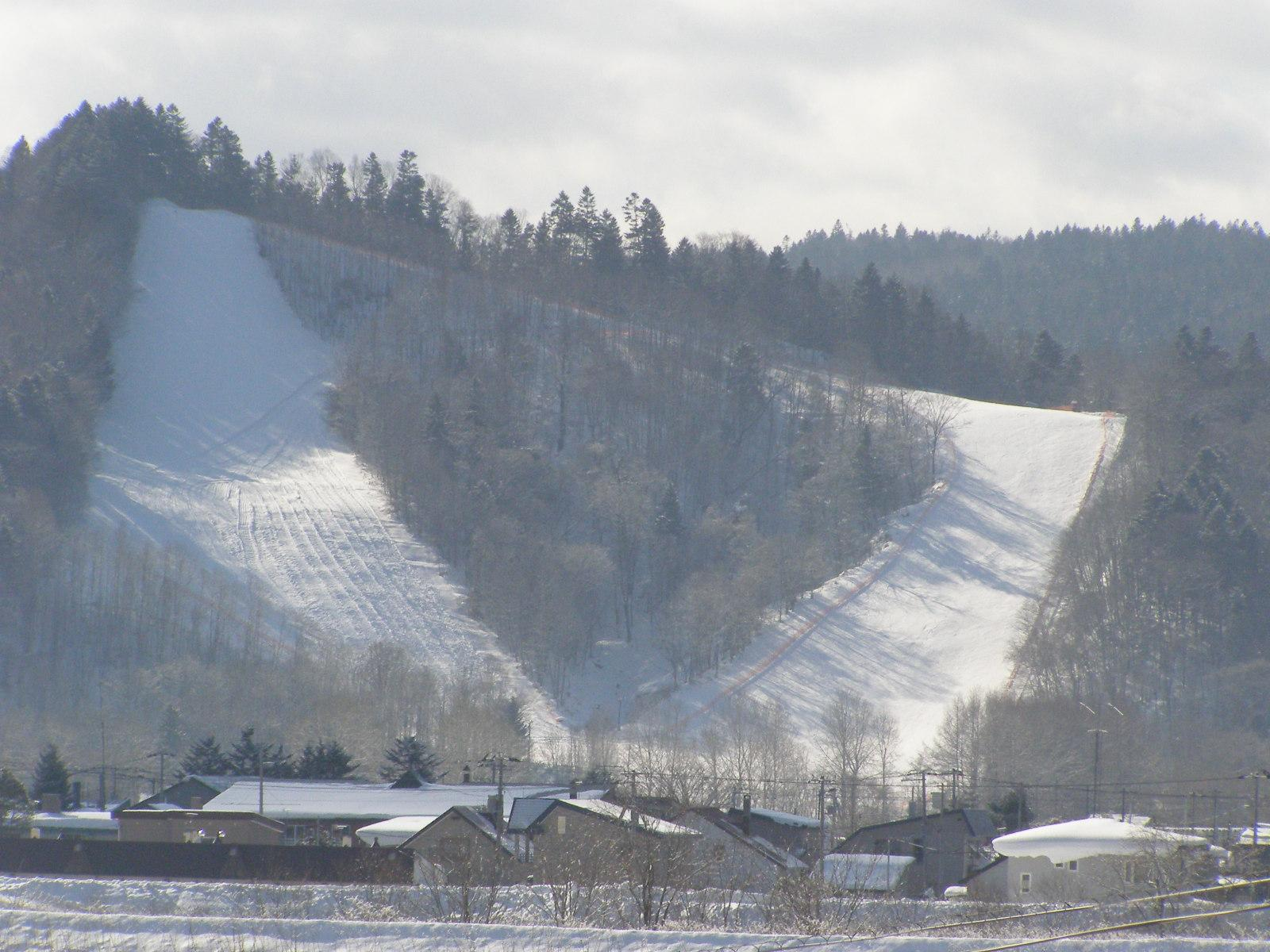
国設占冠中央スキー場（2008年2月）
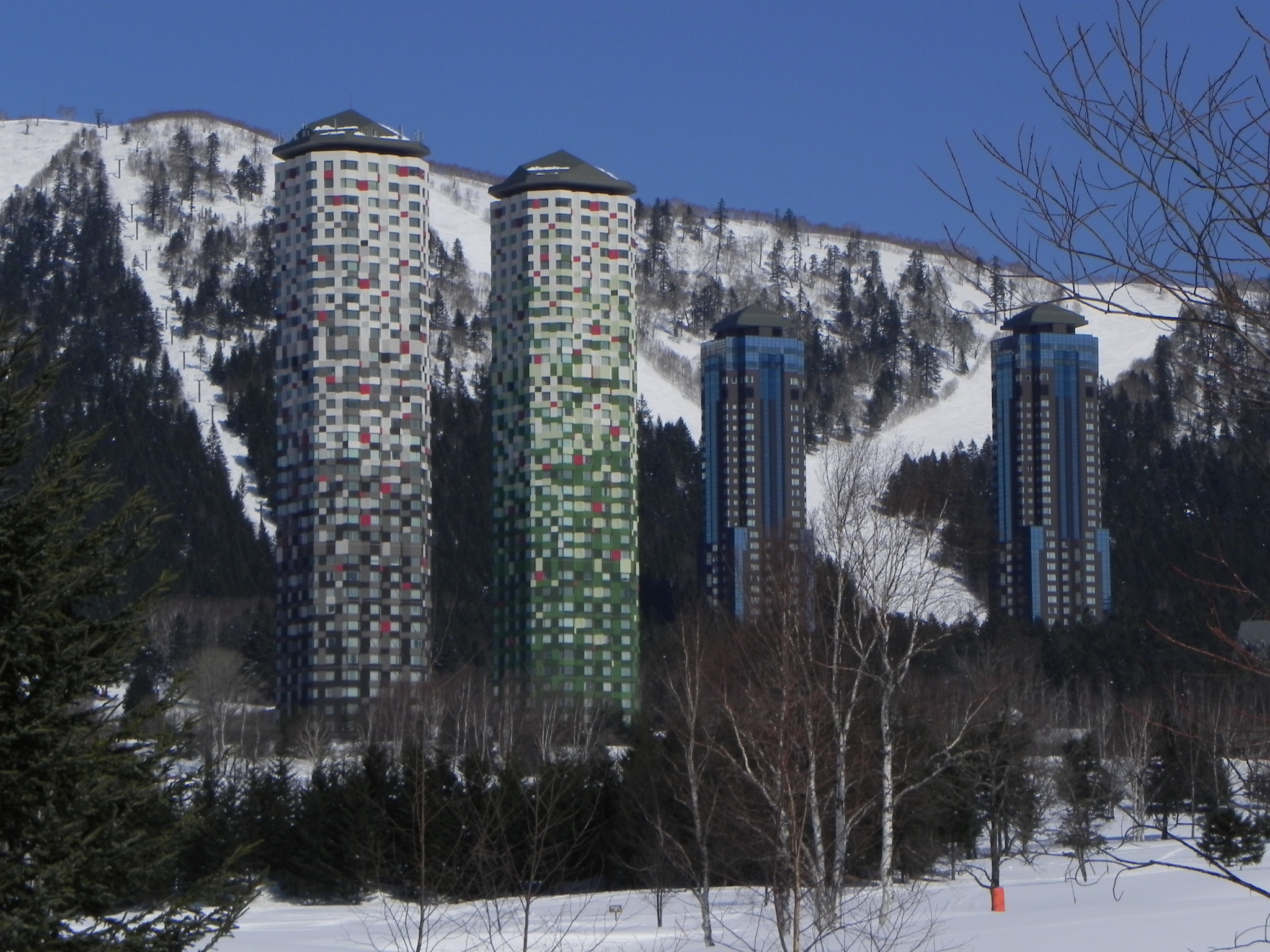
星野リゾート トマムの「ザ・タワー」と「ガレリア・タワースイートホテル」（現在のリゾナーレトマム）（2011年2月）

## 祭事・催事
- しむかっぷ村民「山菜市」（5月）
- 占冠村ふるさとまつり（8月）
- 占冠村紅葉まつり（10月）

## 名産・特産
- 山菜、エゾシカの肉、ヤマメ、天然のナメコがある[36]。

## 占冠村が舞台（ロケ地）となった作品
テレビドラマ
- 『激愛・三月までの…』
- 『白色之恋』[37]

映画
- 『鉄道員』（ぽっぽや）
- 『雨鱒の川』

## 村民憲章・宣言
占冠村民憲章
宣言
- 青少年健全育成都市宣言（昭和38年7月18日制定）[39]
- 交通安全都市宣言（昭和38年7月18日制定）[39]
- 青色申告と諸税完納の村宣言（昭和50年7月1日制定）[39]
- シートベルト着用に関する宣言（昭和59年12月20日制定）[39]
- 平和の村宣言（昭和60年3月18日制定）[39]
- 防犯の村宣言（昭和62年12月17日制定）[39]
- 国際環境観光会議シリーズ1995北海道占冠村トマムからの発信占冠宣言（平成7年10月5日制定）[39]

## 参考資料
- “富良野・美瑛 ちょっと暮らすように旅をする〜ふらのびえい田園休暇街道 〜富良野・美瑛 広域観光圏整備計画〜” (PDF).  観光庁. 2016年3月30日閲覧。
- “南富良野町勢要覧【資料編】” (PDF).  南富良野町 (2013年). 2016年4月8日閲覧。
- “しむかっぷをたのしむがいど” (PDF).   占冠・村づくり観光協会. 2016年4月12日閲覧。